# 名鉄トム500形貨車
名鉄トム500形貨車（めいてつトム500がたかしゃ）とは、かつて名古屋鉄道で運用されていた鋼製貨車（無蓋車）である。

## 概要
- 元は1924年（大正13年）に日本車輌製造及び東洋車輌で製造された尾西鉄道の15ｔ積鋼製無蓋車テト500形（テト501 - テト520）である。1925年（大正14年）に尾西鉄道が鉄道事業を名古屋鉄道に譲渡すると名古屋鉄道に引き継がれる。1941年（昭和16年）にトム500形（トム501 - トム520）に改番する。
- 戦後は国鉄直通貨車として西部線及び三河線で運用され、後に全車が三河線に移る。昭和30年代に10両（トム511 - トム520）が空気制動を設置する改造を受けている。その後国鉄直通認可が抹消され、昭和40年代には空気制動を設置していない10両（トム501 - トム510）が廃車となるが、残る10両は引き続き三河線で運用される。1984年（昭和59年）に名鉄の貨物営業は廃止された後は事業用として運用され、1990年（平成2年）に形式消滅する。